# 釐公 (鄭)
釐公（きこう、紀元前?年 - 紀元前566年）は、春秋時代の鄭の君主。『春秋左氏伝』では僖公と表記。姓は姫、名は髠頑（こんがん）、または惲（うん）。

## 生涯
鄭の成公の子として生まれる。
成公4年（前581年）3月、成公が不在のため、公子班は新たに庶兄の繻（しゅ）を立てて鄭君とした。4月、鄭の人は繻を殺して髠頑を立てたため、公子班は許へ亡命した。5月、晋は鄭が新君を立てたと聞いて鄭を攻撃し、鄭の子罕（公子喜）の賄賂和平と子然の盟を受けてようやく成公を帰国させた。6月、成公は自分の不在中に新君を立てた者を討ち、叔申（公孫申）とその弟である叔禽を殺した。
成公14年（前571年）6月、成公が薨去したため、子罕（公子喜）が国政を代行し、子駟（公子騑）が行政を担当し、子国（公子発）が司馬となった。成公の死に乗じて晋の甯殖（甯恵子）が鄭に侵攻した。このとき大夫の多くが晋に附こうとしたが、子駟だけは反対した。その後、子の髠頑が立って鄭君（以降は釐公と表記）となった。
釐公元年（前570年）6月、釐公は単・晋・宋・衛・魯・莒・邾・斉と会合し、鶏沢（晋の地）において同盟した。
釐公3年（前568年）夏、釐公は子国を魯に遣わした。秋、釐公は晋・宋・陳・衛・魯・曹・莒・邾・滕・薛・斉・呉・鄫と戚（衛の地）で会合した。
釐公5年（前566年）12月、宰相の子駟は釐公に朝見した際、釐公が答礼しなかったため、それに怒って釐公を毒殺させた。子駟は釐公の死を表向きに病死とし、その子の嘉を立てて鄭君（簡公）とした。

## 参考資料
- 『春秋左氏伝』（襄公二年、三年、五年、七年）
- 『史記』（鄭世家第十二）